# Angleško-zanzibarska vojna
Vojna med Združenim kraljestvom in Zanzibarjem velja za najkrajšo vojno v zgodovini, saj je trajala od 9.02 do 9.40 27. avgusta 1896 - torej 38 minut.
Potem ko je Said Khalid zavzel palačo in se razglasil za sultana, je britanska vojna mornarica obstreljevala palačo 38 minut, nakar se je Khalid predal.
Kmalu potem je Združeno kraljestvo izdalo Zanzibarju račun za porabljeno strelivo.